# Punching-ball
En boxe, un punching-ball, ou ballon de frappe, est un ballon d'entraînement en cuir cousu, fixé au bout d'une tige métallique articulée plantée au sol ou accrochée au plafond,. Avec les poings, le boxeur frappe le ballon, qui simule une cible mouvante.

## Étymologie et évolution sémantique

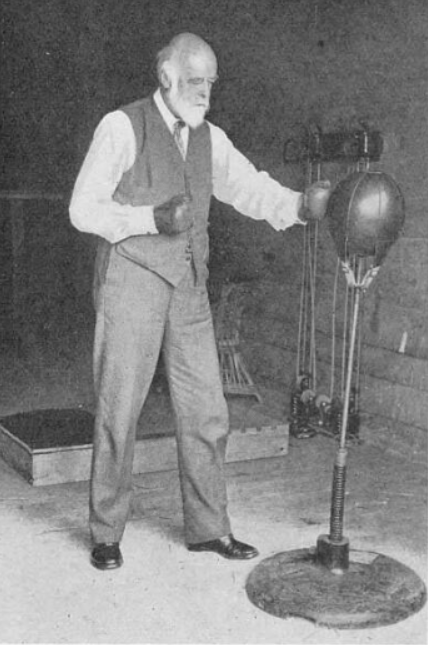
Punch-ball en 1930, appelé plus souvent en anglais « punch bag », et « speed bag » quand il est suspendu.

« Punching-ball » est cité dans le Sport universel illustré du 24 février 1900. Le terme est composé de ball (« ballon ») et de punching (« frapper du poing »). Il est parfois orthographié incorrectement putching-ball, voire puntchingballe.
Depuis son introduction en français en 1900, le terme en est venu à désigner, de façon impropre, le sac de frappe (punching-bag en anglais américain et punch bag ou punchbag en anglais britannique), devenant ainsi un faux anglicisme. Ce n'est pas le cas, toutefois, dans le français parlé au Québec, où l'on dit « ballon poing » et, lorsque le ballon est en forme de poire, « ballon poire ».

## Remplissage du ballon de frappe
Contrairement à l'idée commune, le ballon de frappe doit être rempli non pas de sable mais d'un matériau souple, comme le coton ou la mousse. On peut introduire toutefois une petite quantité de sable pour assurer sa stabilité. Mal rempli, il peut causer de graves blessures aux mains.

## Pratique
|                                       |
| Boxe au ballon de frappe (speed bag). |

|                                |
| Entraînement au sac de frappe. |

|                                                      |
| Ricky Hatton à l'entraînement avec un sac de frappe. |

La pratique du ballon de frappe permet au boxeur d'améliorer sa technique de frappe, sa précision et sa vitesse.

## Emploi humoristique
Un sens dérivé et humoristique du franglais punching-ball est celui, figuré, de « tête de Turc » ou encore de « souffre-douleur »,.